# Andrei Anatoljewitsch Turtschak

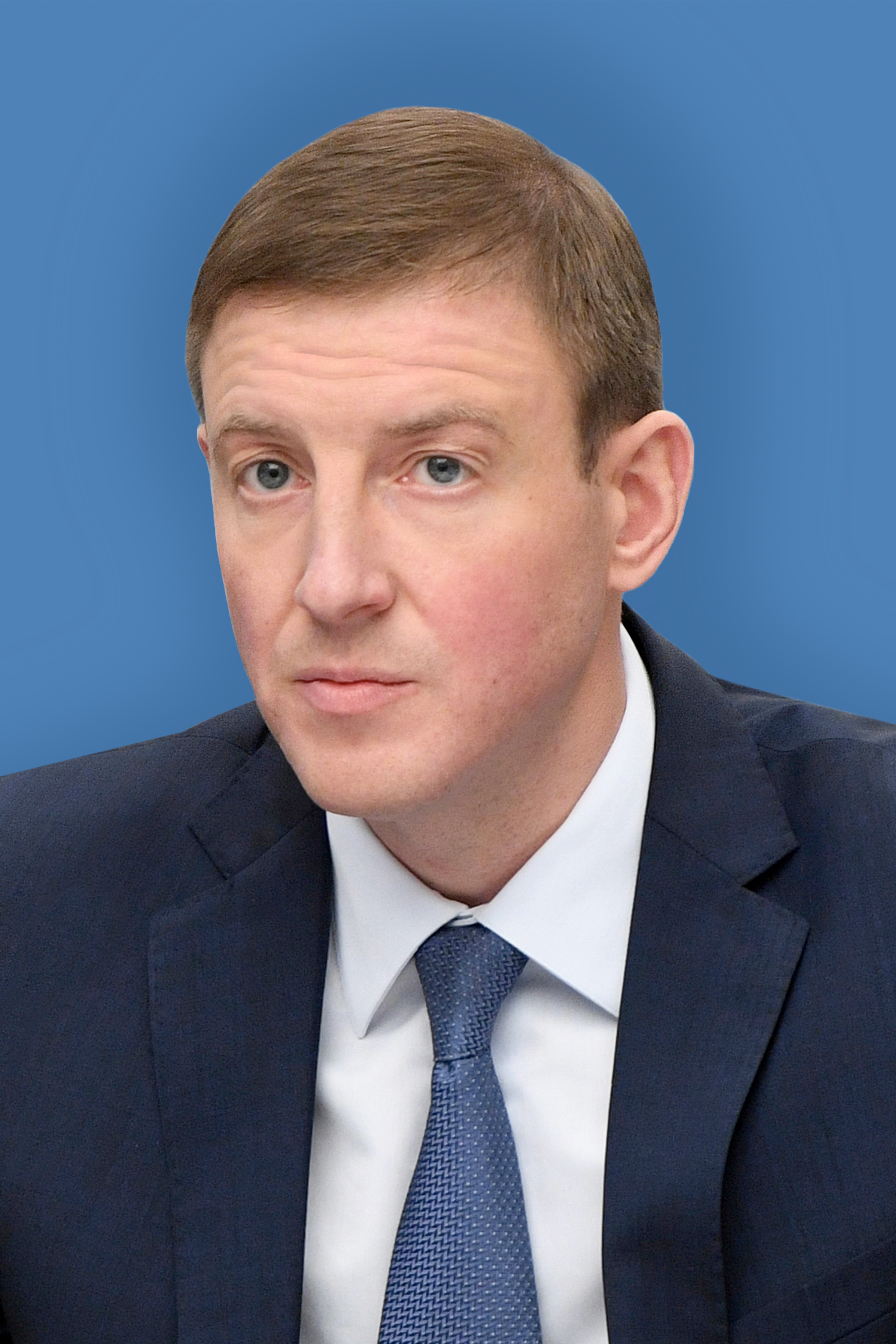
Andrei Turtschak

Andrei Anatoljewitsch Turtschak (russisch Андрей Анатольевич Турчак; * 20. Dezember 1975 in Leningrad, RSFSR, UdSSR) ist ein russischer Politiker. Seit Juni 2024 ist er kommissarischer Präsident der Republik Altai. Er ist ehemaliger Generalsekretär des Generalrats von Einiges Russland und ehemaliger Gouverneur der Oblast Pskow (vom Februar 2009 bis Dezember 2017).
Am 28. Februar 2022 setzte die Europäische Union ihn im Zusammenhang mit dem russischen Überfall auf die Ukraine 2022 auf eine schwarze Liste und ließ sein gesamtes Vermögen im Zugriffsbereich der EU einfrieren. Er forderte, russische Tochterunternehmen westlicher Firmen zu nationalisieren, sollten sie als Reaktion auf den Überfall Russlands auf die Ukraine mit der Geschäftstätigkeit in Russland pausieren.

## Werdegang
Turtschaks Vater Anatoli war in den 1980er Jahren Präsident des Industriellen- und Unternehmerverbandes von Sankt-Petersburg sowie Präsident des Fußballverbandes der Stadt und Mitglied des Exekutivkomitees der russischen Fußballföderation. In den 1990er Jahren war Anatoli Stellvertreter von Wladimir Putin für den St. Petersburger Regionalrat der Bewegung Unser Haus Russland.
Andrei Turtschak wurde durch direkte Förderung seines Vaters zunächst im März 1996 im Alter von 20 Jahren Generaldirektor des Handels- und Industrieunternehmens LenNort, anschließend 1997 Generaldirektor der geschlossenen Aktiengesellschaft Fabrik für elektrische Haushaltsgeräte in St. Petersburg. 1998 absolvierte er die St. Petersburger Staatliche Universität für Luft- und Raumfahrt.
Im April 2000 trat Turtschak dem Vorstand der Kommerzbank Energomaschbank bei. Vorsitzender des Verwaltungsrats der Bank zu diesem Zeitpunkt war sein Vater Anatoli. Zwischen 2000 und 2002 bekleidete Andrei zudem den Generaldirektorposten der Gemeinschaft Nord-West GmbH.
Im August 2005 trat Turtschak der Regierungspartei Einiges Russland bei und wurde zu deren Koordinator für Jugendpolitik ernannt. Ein Jahr später kündigte der Oberste Rat von Einiges Russland Turtschaks Kandidatur für den Föderationsrat des russischen Parlaments aus dem Autonomen Kreis der Nenzen an. Er wurde zuerst zum Delegierten der Pskower Regionalversammlung der vierten Einberufung und im Juli 2007 zum Abgeordneten des Föderationsrats aus der Oblast Pskow gewählt.
Im Februar 2009 wurde Turtschak mit nur 33 Jahren Gouverneur der Oblast Pskow. 2014 bestätigte ihn Putin für weitere fünf Jahre in seinem Amt.
Turtschak wurde am 12. Oktober 2017 von Putin zum Generalsekretär von Einiges Russland befördert und räumte dafür seinen Posten als Gouverneur der Oblast Pskow vorzeitig.
Am 4. Juni 2024 wurde Turtschak von Putin zum kommissarischen Präsidenten der Republik Altai ernannt.
Der Wechsel ist eine klare Degradierung.

## EU-Sanktionen
Am 28. Februar 2022 setzte die Europäische Union ihn im Zusammenhang mit dem Überfall Russlands auf die Ukraine 2022 auf eine schwarze Liste und ließ Teile seines Vermögens einfrieren.
Als Begründung wurde genannt:
- Turtschak verteidigte öffentlich die Entscheidung Russlands, die separatistischen Donbass-„Republiken“ anzuerkennen
- erklärte, Russland stehe den westlichen Sanktionen gleichgültig gegenüber
- forderte die russische Regierung auf, den prorussischen Separatistentruppen in der Donbass-Region moderne Waffen bereitzustellen
- erklärte öffentlich, dass es unmöglich sei, den Donbass-Konflikt mit der ukrainischen Regierung auf friedliche Weise zu lösen
- verbreitete haltlose Behauptungen hinsichtlich einer geplanten militärischen Offensive der Ukraine im Donezbecken
- führte die Verhandlungen mit Denis Pushilin, dem Oberhaupt der sogenannten Volksrepublik Donezk
- besuchte einen Mobilisierungspunkt der separatistischen Streitkräfte an der Frontlinie im Donezbecken, um die Soldaten der separatistischen sogenannten Volksrepublik Donezk am Tag des Verteidigers des Vaterlands persönlich zu beglückwünschen[1]